# Serraca consortaria
Serraca consortaria là một loài bướm đêm trong họ Geometridae.